# Ciconia episcopus
La cicogna collolanoso (Ciconia episcopus, Swinhoe 1873) è un uccello della famiglia dei Ciconiidae dell'ordine dei Ciconiiformi. Deve il nome scientifico alle penne di colore bianco e nero, simili agli abiti indossati un tempo dai chierici.

## Sistematica
Ciconia episcopus ha tre sottospecie:
- C. episcopus episcopus
- C. episcopus microscelis
- C. episcopus neglecta

## Distribuzione e habitat
È un uccello tropicale molto diffuso che nidifica in Africa e in Asia, da Pakistan e India all'Indonesia. È una specie stanziale che si riproduce sugli alberi delle zone umide. Nel nido vengono deposte 2-5 uova. La cicogna collolanoso è un animale quasi sempre silenzioso, ma quando gli adulti si incontrano presso il nido possono sbattere il becco.

## Descrizione
È un grosso uccello alto circa 85 cm. È tutto nero, eccetto il collo, ricoperto da una lanugine bianca, e la parte inferiore del ventre, dello stesso colore. Sul dorso si formano dei riflessi verde scuro, mentre quelli sul petto e sul ventre sono viola. I giovani sono una versione più scialba degli adulti.
Gli esemplari africani, C. e. microscelis, hanno la testa nera, mentre quelli della sottospecie nominale asiatica, C. e. episcopus, l'hanno tutta bianca, eccetto una zona più scura intorno agli occhi. Gli uccelli dell'Indonesia orientale, invece, appartengono a una terza razza, C. e. neglecta.

## Biologia
La cicogna collolanoso cammina lentamente sul terreno in cerca di prede, rane, lucertole e grossi insetti. Gli esemplari africani sono attratti dagli incendi della boscaglia.
Per volare su lunghe distanze sfrutta le correnti termiche e, come tutte le cicogne, tiene il collo disteso.

## Conservazione
È una delle specie protette dal Trattato della Conservazione degli Uccelli Migratori Afroasiatici (AEWA).

## Galleria d'immagini

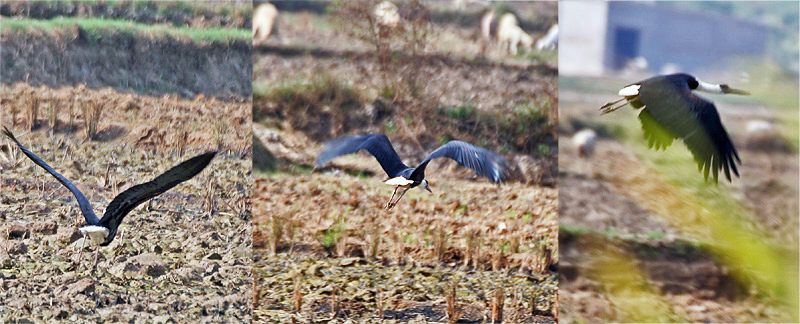
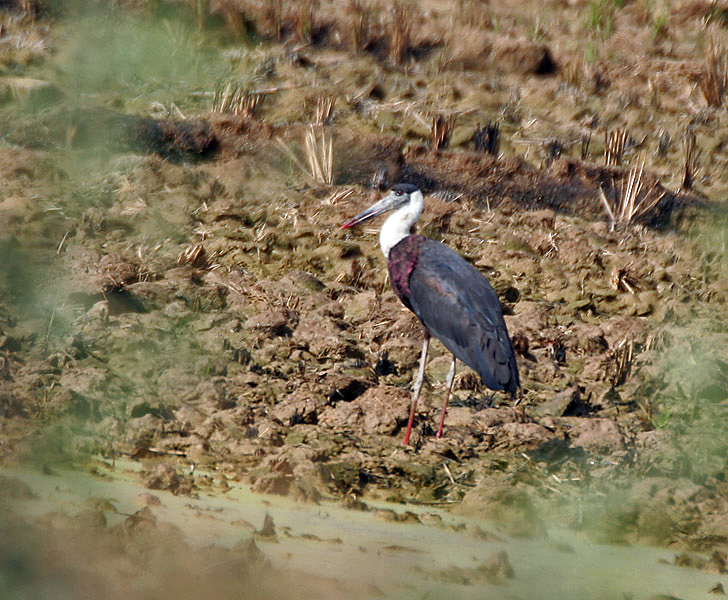
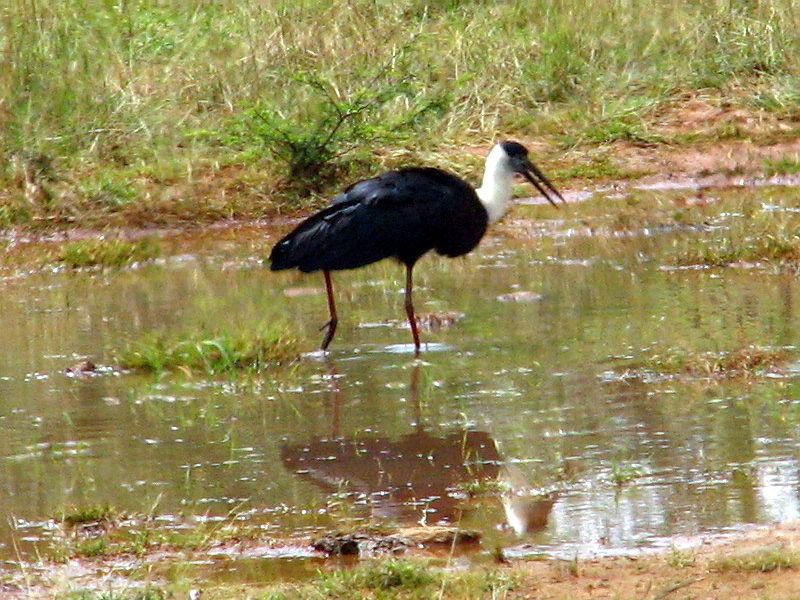
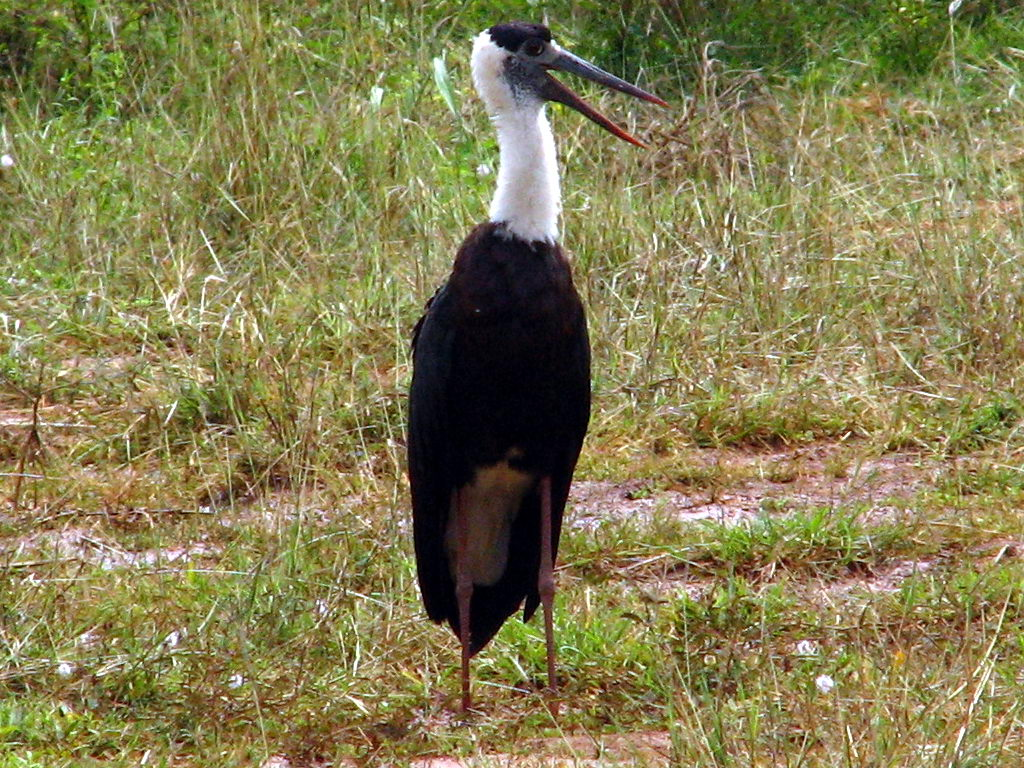
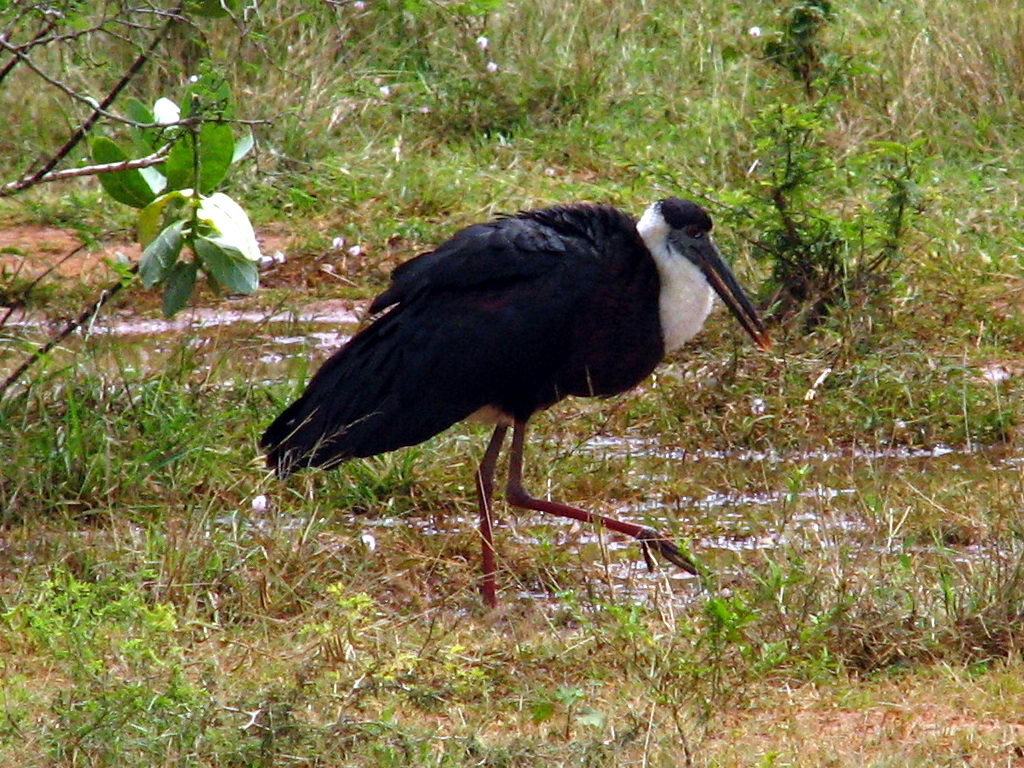
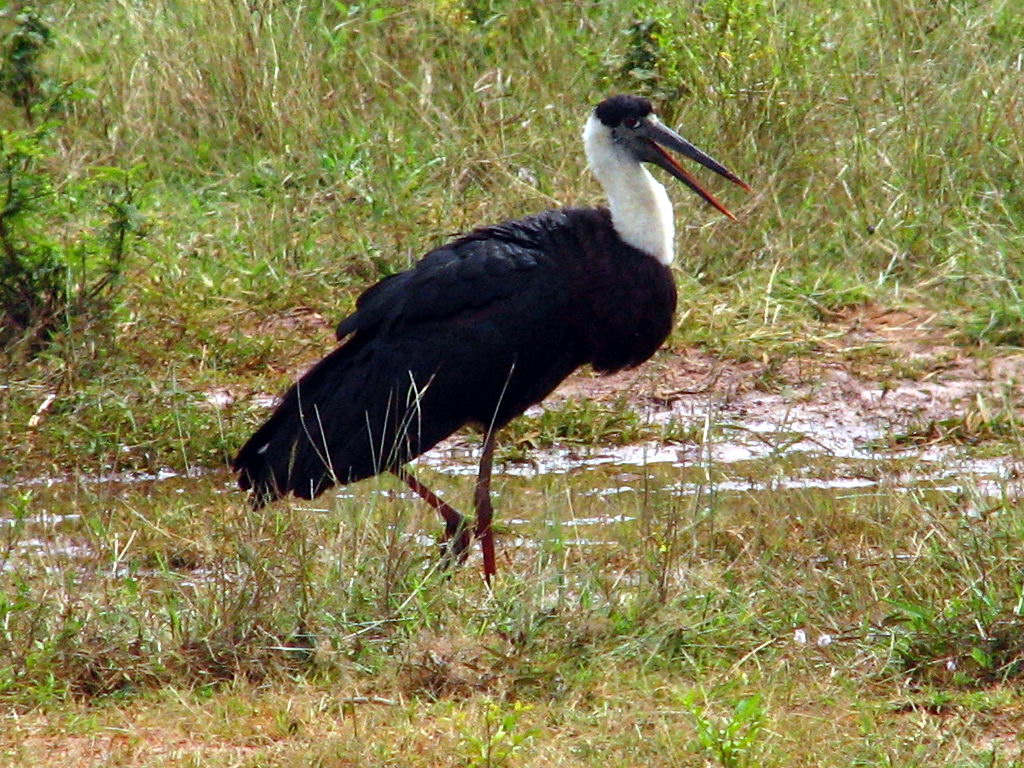